# ساناز
ساناز یک اسم ایرانی با ریشه ایرانی است.

## وجه اسمی
این اسم از لحاظ معنائی دلالت بر " بی‌نظیر (ز ریشه‌های سان و ناز) "و بی همتا، پر محبتی و خوش‌اندامی شخص است.
ساناز به معنی بی‌همتا، بی‌مانند، نادر یا کمیاب می‌باشد و نام یک گل نیز است.
ساناز نام گلی است در باب تفاوت بین گل رز معمولی و رز ساناز، این است که گل‌های ساناز کوچک‌تر است و در صورت مهیا بودن دمای زندگی، در زمستان هم گل دهی می‌کند.
این نام ایرانی است و اخیراً در "ایالات متحده" رایج شده که با توجه به پیشوند"ساً به معنی مثل و مانند و کلمهٔ "آز" که در زبان ترکی به معنی " کم" می‌باشد، معنای آن "کم نظیر" و "کمیاب" است.

## افراد مشهور بانام ساناز
1. متال ساناز: مجری و خبرنگار برنامه‌های رادیویی و تلویزیونی و گزارشگر گروه‌های هوی متال در لس آنجلس[۶]
2. ساناز مینایی: نویسنده کتاب آشپزی و شیرینی پزی
3. ساناز سماواتی: بازیگر[۷]
4. ساناز اردبیلی :نامزد ملکه زیبایی کانادا 2010[۸]